# 春木 (東郷町)
春木（はるき）は、愛知県愛知郡東郷町の大字。郵便番号は470-0153（集配局:日進郵便局）。

## 地理
東郷町南西部に位置し、東はみよし市西一色町・福田町、西は名古屋市緑区東神の倉二丁目・白土・藤塚三丁目、南は豊明市沓掛町、北は大字和合・諸輪・日進市赤池町、南西は涼松一丁目・三ツ池二丁目・清水二丁目に接する。また、春木台一丁目から五丁目および涼松二丁目は全域が当地に囲まれている。

### 河川
- 境川
- 春木川
- 愛知用水

### 池沼
- 千子池
- 桝池
- 蟹池
- 今池
- 茶苦煎池

### 小字
- 新池（あらいけ）
- 池田（いけだ）
- 伊勢木（いせぎ）
- 市場屋敷（いちばやしき）
- 岩ケ根（いわがね）
- 上ノ畑（うえのはた）
- 姥ケ根（うばがね）
- 追分（おいわけ）
- 大島（おおしま）
- 大下（おおしも）
- 起内（おこない）
- 音貝（おとがい）
- 折橋（おりはし）
- 柏屋本（かしやもと）
- 蟹池（かにいけ）
- 上池田（かみいけだ）
- 上川原（かみがわら）
- 上正葉廻間（かみしょうばさま）
- 上針廻間（かみはりばさま）
- 勘右エ門新田（かんえもんしんでん）
- 北切山（きたきりやま）
- 北見額（きたけんがく）
- 北所屋敷（きたじょやしき）
- 北野渕（きたのぶち）
- 北反田（きたんだ）
- 狐塚（きつねづか）
- 喜之右エ門新田（きのえもんしんでん）
- 黒土（くろつち）
- 小坂（こさか）
- 小廻間（こばさま）
- 坂上（さかうえ）
- 申下（さるした）
- 塩田（しおた）
- 清水（しみず）
- 清水ケ根（しみずがね）
- 下池田（しもいけだ）
- 下鏡田（しもかがみだ）
- 下川原（しもがわら）
- 下正葉廻間（しもしょうばさま）
- 白土（しろつち）
- 新渕（しんぶち）
- 涼松（すずみまつ）
- 石塔（せきとう）
- 瀬戸田（せとだ）
- 千子（せんこ）
- 太子（たいし）
- 天白（てんぱく）
- 塔ノ上（とうのうえ）
- 土ケ島（どがしま）
- 仲田（なかだ）
- 中通屋敷（なかどおりやしき）
- 中ノ杁（なかのいり）
- 中屋敷（なかやしき）
- 西羽根穴（にしはねあな）
- 西前（にしまえ）
- 西前田（にしまえだ）
- 猫池（ねこぢ）
- 野渕（のぶち）
- 橋際（はしぎわ）
- 畑尻（はたじり）
- 羽根穴（はねあな）
- 半ノ木（はんのき）
- 東岡ノ上（ひがしおかのうえ）
- 東羽根穴（ひがしはねあな）
- 東前田（ひがしまえだ）
- 蛭池（ひるいけ）
- 深池（ふかいけ）
- 藤坂（ふじさか）
- 前田（まえだ）
- 桝池（ますいけ）
- 道下（みちした）
- 南岡ノ上（みなみおかのうえ）
- 南切山（みなみきりやま）
- 南見額（みなみけんがく）
- 南天神（みなみてんじん）
- 南野渕（みなみのぶち）
- 弥計（やけい）
- 屋敷（やしき）
- 藪下（やぶした）
- 山崎（やまざき）
- 山畑（やまはた）
- 四ツ塚（よつづか）
- 和合前田（わごうまえだ）

## 世帯数と人口
2025年（令和7年）1月31日現在の世帯数と人口は以下の通りである。
| 大字 | 世帯数    | 人口     |
| ---- | --------- | -------- |
| 春木 | 5,274世帯 | 12,447人 |

## 学区
町立小・中学校に通う場合、学区は以下の通りとなる。
| 地域 | 小学校                                                                        | 中学校                                |
| ---- | ----------------------------------------------------------------------------- | ------------------------------------- |
|      | 東郷町立東郷小学校 東郷町立春木台小学校 東郷町立音貝小学校 東郷町立兵庫小学校 | 東郷町立東郷中学校 東郷町立春木中学校 |

## 歴史
愛知郡春木村を前身とする。江戸期は傍示本村・祐福寺村・部田村（倍田村）として存在していた。これら3村の名称は町村制施行前に合併により1つの春木村となったため、行政地名として使用されたことはないが、自治会名（傍示本区、祐福寺区、部田区）として使用されている。

### 地名の由来
傍示本・部田の氏神である春日神の「春」と、祐福寺の氏神である木花咲耶姫命の「木」による。

### 沿革
- 1878年（明治11年） - 傍示本村・祐福寺村・部田村が合併し、春木村となる[7]。
- 1889年（明治22年）10月1日 - 町村制による愛知郡春木村が発足[7]。
- 1906年（明治39年）5月10日 - 合併に伴い、東郷村大字春木となる[7]。
- 1970年（昭和45年）4月1日 - 町制施行に伴い、東郷町大字春木となる[7]。
- 1979年（昭和54年） - 一部が春木台一丁目から五丁目となる[7]。
- 2004年（平成16年）11月6日 - 一部が涼松一丁目・兵庫一丁目から四丁目・三ツ池一丁目から四丁目・清水一丁目から四丁目となる[8]。
- 2009年（平成21年）4月25日 - 一部が涼松二丁目となる[6]。

## 施設
- 東郷町役場

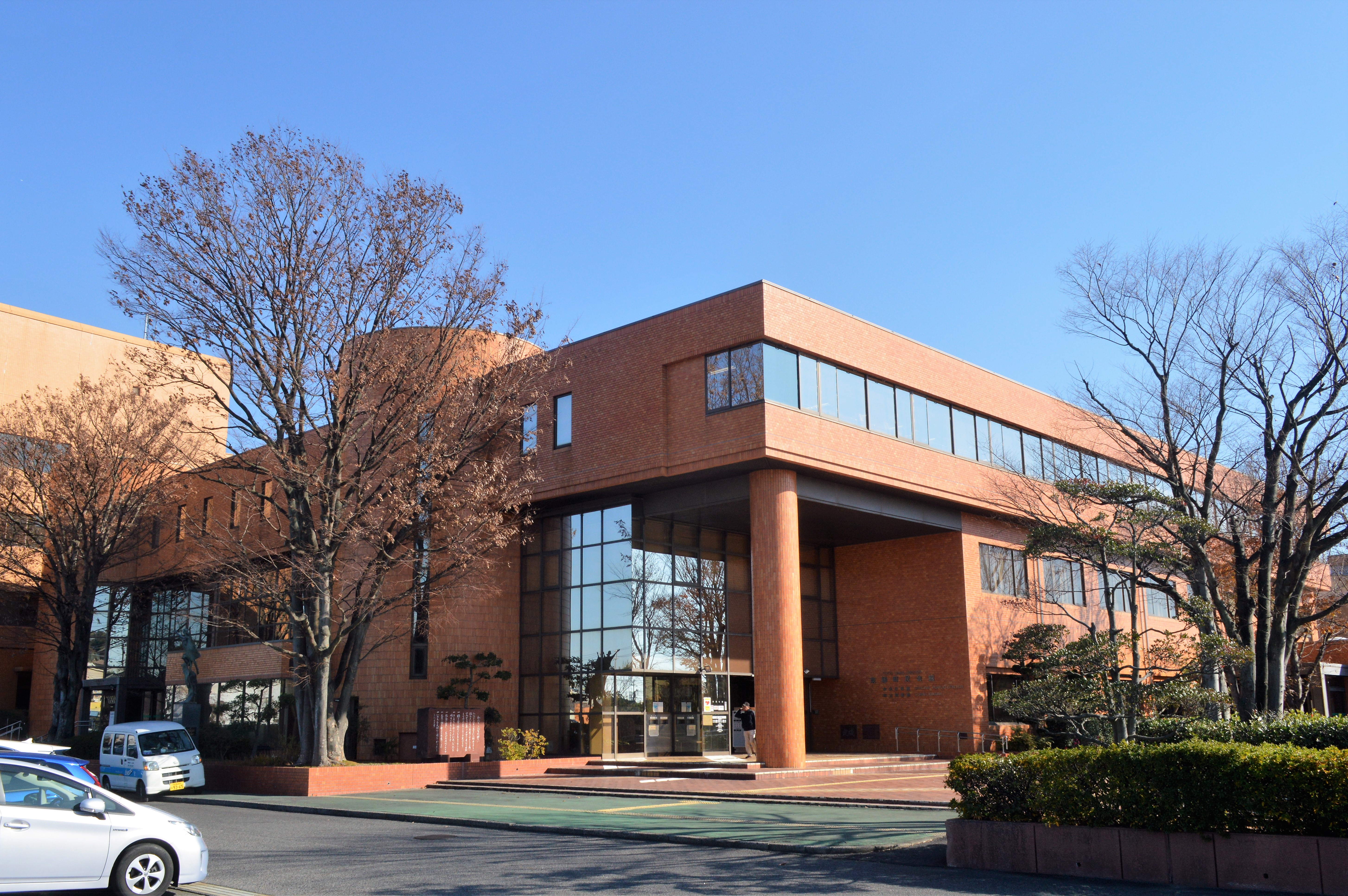
東郷町民会館
- 東郷町立図書館
- 東郷町総合体育館
- イーストプラザいこまい館
  - 東郷町郷土資料館
- 愛知県立東郷高等学校
- 東郷町立春木中学校
- 東郷町立音貝小学校
- 東郷町立中部保育園
- 東郷旭丘幼稚園
- 音貝保育園
- 東郷町学校給食センター
- 東郷町民グラウンド
- 尾三消防本部東郷消防署
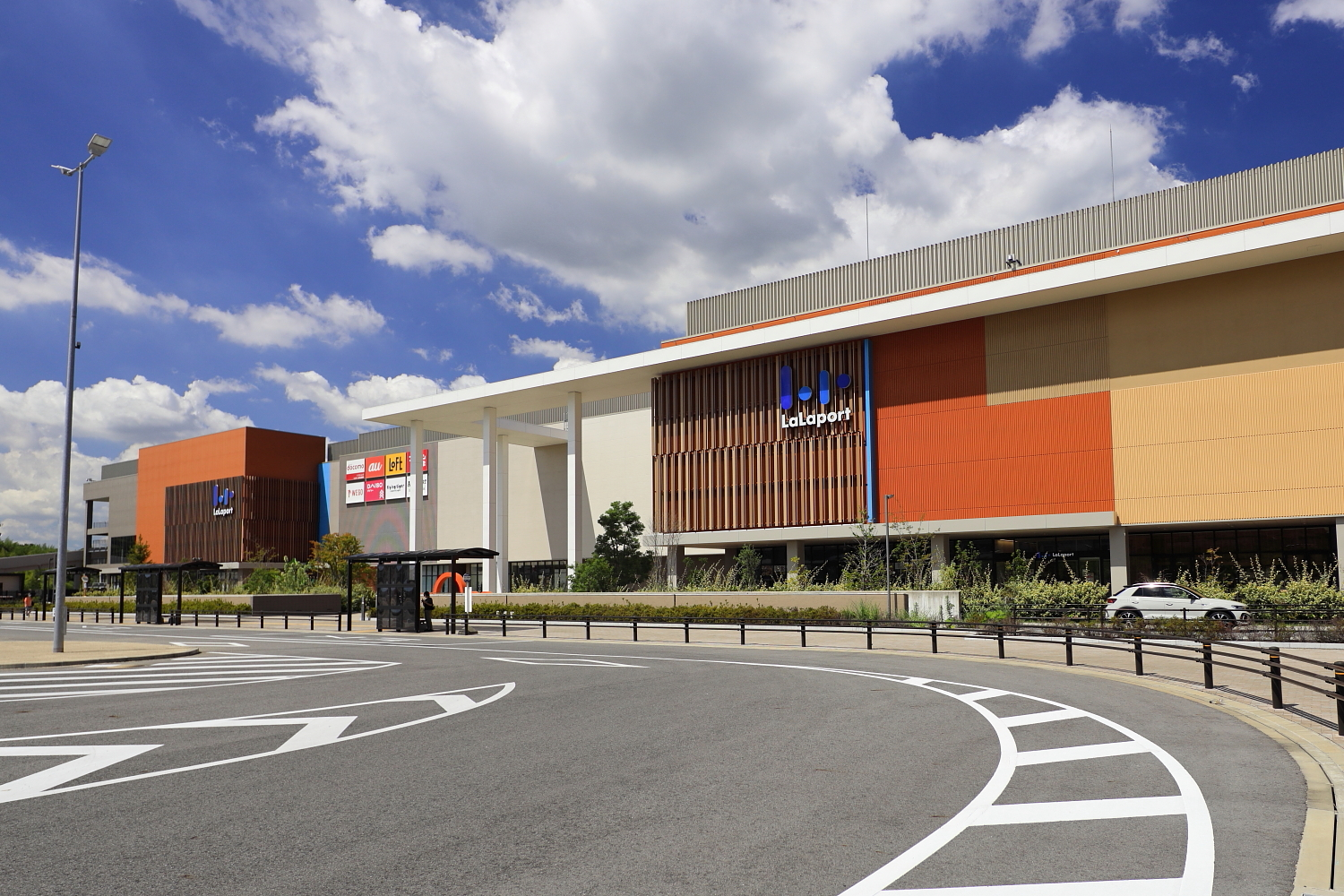
ららぽーと愛知東郷
- タチヤ東郷店
- サンフレッシュブルーム東郷店
- 名古屋銀行東郷支店
- JAあいち尾東
  - 東郷支店
  - 春木支店
  - 東郷営農センター
- 和合郵便局
- 春木郵便局
- NTT西日本東郷電話交換所
- 東郷製作所
  - 本社・本社工場
  - 清水ヶ根工場
  - 小坂工場
- 愛厚ホーム東郷苑
- 傍示本公民館
- 祐福寺区民グラウンド
- 富士浅間神社
- 部田春日神社
- 傍示本春日神社
- 祐福寺
- 法性寺
- 東光寺
- 円盛寺
- 太子寺

- 東郷町民会館・東郷町立図書館
- ららぽーと愛知東郷

## 交通
- 愛知県道36号諸輪名古屋線
- 愛知県道56号名古屋岡崎線
- 愛知県道57号瀬戸大府東海線
- 愛知県道218号和合豊田線